# Novokatianna
Genre
Novokatianna est un genre de collemboles de la famille des Sminthuridae.

## Distribution
Les espèces de ce genre sont endémiques de Nouvelle-Zélande.

## Liste des espèces
Selon Checklist of the Collembola of the World (version du 18 août 2019) :
- Novokatianna cummyxa Salmon, 1944
- Novokatianna radiata Salmon, 1946
- Novokatianna venusta (Salmon, 1943)

## Publication originale
- Salmon, 1944 : New genera, species and records of New Zealand Collembola, and a discussion of Entomobrya atrocincta Sohott. Records of the Dominion Museum, Wellington, New Zealand, vol. 1, p. 123-182.